# 서초중앙로
서초중앙로(Seochojungang-ro)는 서울특별시 강남 지역의 서초구 서초동에서 잠원동까지 이르는 서울특별시도로, 총 연장은 2.94 km이다. 도로의 명칭이 유래된 것은 서초 지역을 중심으로 관통하는 의미를 다루었기 때문에, 도로명이 부여되었기 때문이다. 그리고 형식적으로는 4231번 서울특별시도의 일부를 함께 이룬다. 또한 13대 대한민국 대통령의 사저 아크로비스타가 위치한 곳으로 유명하다.

## 역사
- 2011년 6월 30일 : 도로명으로 서초중앙로를 고시

## 주요 경유지
- 서초구
  - 반포동 - 서초동[2]

## 접촉하는 도로
- 잠원로 (직결)
- 사평대로
- 고무래로
- 서초대로
- 사임당로
- 효령로
- 남부순환로

## 철도 연계역
- ● 서울 지하철 2호선 : 교대역
- ● 수도권 전철 3호선 : 교대역, 남부터미널역